# أولاد لعروسي (الطرش لمظافرة)
أولاد لعروسي هو دُوَّار يقع بجماعة هوارة أولاد رحو، إقليم جرسيف، جهة الشرق في المملكة المغربية. ينتمي الدوّار لمشيخة الطرش لمظافرة التي تضم 6 دواوير. يقدر عدد سكانه بـ 698 نسمة حسب الإحصاء الرسمي للسكان والسكنى لسنة 2004.

## روابط خارجية
- البوابة الوطنية للجماعات الترابية
- المندوبية السامية للتخطيط